# Марцинковский, Владимир Филимонович
Влади́мир Филимо́нович Марцинко́вский (2 августа 1884 — 9 сентября 1971) — христианский мыслитель, публицист, богослов и общественный деятель. Один из руководителей Русского студенческого христианского движения (РСХД) в Российской империи.
Известен многочисленными книгами, брошюрами, статьями, лекциями и проповедями. Предпринимал попытки реформирования Русской православной церкви в вопросе доктрины крещения по вере и в других вопросах. Евангельски обновлённое православие вместе с протестантизмом, по Марцинковскому, должны были стать очагом духовного пробуждения общества. Сохраняя принадлежность к православной церкви, нёс служение протестантского пастора и евангелиста.
В 1923 году был выслан из СССР и после переездов по Европе в 1930 году обосновался в Палестине.

## Биография

### До обращения
Владимир Марцинковский родился в 1884 году в селе Дермань Волынской губернии Российской империи. Через год после рождения Владимира его семья переехала в Гродно. Его мать была дочерью православного священника и воспитывала Владимира в христианском духе. В Гродно была община баптистов, собрания которой посещал Владимир, будучи гимназистом. Вместе с дедом он часто читал Священное Писание. Зная Евангелие и присутствуя на богослужениях, Владимир замечал, что чтец многое пропускает. В ответ на вопрос внука дед отвечал, что народу необязательно всё знать.
В 1902 году, после окончания с серебряной медалью гимназии, Марцинковский поступил на историко-филологический факультет Санкт-Петербургского университета, который окончил с отличием.
В начале своего студенчества Владимир не являлся в полной мере христианином и на вопрос о вере во Христа отвечал, что ему это безразлично. В университете он познакомился с Павлом Николаи — основателем Русского студенческого христианского движения (РСХД). Благодаря Николаи в 1904 году Владимир Марцинковский пережил обращение ко Христу. «Христос — живой, спасающий, меня возлюбивший — стал реальностью», — вспоминал Марцинковский.

### Служение в РСХД
Пережив изменение мировоззрения, он загорелся идеей «хождения в народ». На каникулах Владимир Марцинковский путешествовал по Волге с ящиком христианской литературы, распространяя её по окрестным деревням.

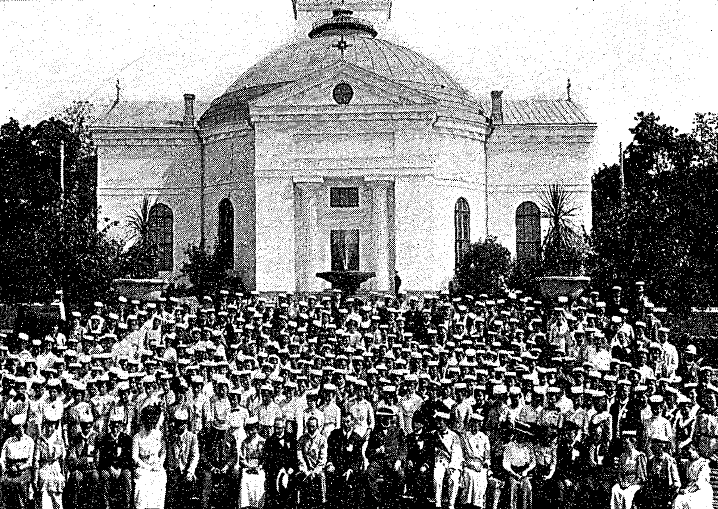
Конференция Русского студенческого христианского движения в финском городе Тавастегус (совр. Хямеэнлинна) в 1913 году

По окончании обучения в 1907 году он преподавал словесность в мужской и женской гимназиях Гродно. Для растущего РСХД требовались служители, и в 1913 году Павел Николаи пригласил Марцинковского работать в этом движении в Москве. Он согласился. Родные Марцинковского восприняли смену вполне престижной перспективной работы на неопределённое будущее как безумие, но не смогли отговорить.
В качестве одного из лидеров РСХД Владимир Марцинковский в 1913 году посетил конференцию YMCA в США и вступил в члены организации. Ему предложили служить координатором YMCA в Москве и назначили зарплату. В качестве представителя YMCA Марцинковский посещал высшие учебные заведения России и много путешествовал с христианскими лекциями. Некоторые из этих лекций впоследствии были изданы в виде отдельных брошюр, статей и книг (см. раздел Библиография). Владимир Марцинковский одинаково успешно проповедовал и крестьянам в глубинке, и столичной интеллигенции. Он хорошо знал не только Библию, но и православное Священное Предание, часто цитируя «отцов Церкви». Лекции нередко сопровождались музыкой, иногда Марцинковский сам играл на скрипке.
Он также участвовал в работе Религиозно-философского общества имени Владимира Соловьёва, поддерживал общение со старцами Оптиной пустыни, встречался с Павлом Флоренским.

### В Советской России
После прихода к власти большевиков Владимир продолжал выступать с лекциями на христианскую тематику, он также участвовал в антирелигиозных диспутах, отстаивая позиции христианства. Марцинковский присутствовал в качестве гостя на Поместном соборе Русской православной церкви 1917—1918 годов, не оправдавшем его надежд на реформирование РПЦ.
В начале Гражданской войны он оказался в Самаре, которая длительное время была отрезана от Москвы боевыми действиями. Лекции Марцинковского пользовались успехом, и благодаря просьбам студентов Самарского университета, в 1919 году он получил должность профессора на кафедре этики университета. Там же, в Самаре 11 мая 1919 года он был арестован после лекции «Можем ли мы жить без Христа?», в которой назвал атеизм безумием. На следующий день был отпущен под подписку о невыезде.
Осенью 1919 года Марцинковский вернулся в Москву, откуда отправился в поездку по провинциальным городам с лекциями. В 1920 году на диспуте в Политехническом музее Москвы вместе с несколькими другими религиозными деятелями выступал в качестве оппонента Анатолия Луначарского. Диспуту предшествовали лекция Луначарского «Почему не надо верить в Бога» и ответная лекция Марцинковского «Почему надо верить в Бога». Победа на диспуте досталась Марцинковскому.
В сентябре 1920 года Владимир Марцинковский принял крещение по вере у меннонитского проповедника Якова Тевса, однако не присоединился к протестантской церкви, а остался в православии.

### В заключении
В Москву к нему приехали мать и сестра. Они вместе снимали квартиру, начали налаживать быт, однако 4 марта 1921 года Марцинковский был вновь арестован. Он содержался в камере подотдела ВЧК, где вместе с ним находилось около 70 человек, в основном, политзаключённых. Владимир Марцинковский устраивал для них «воскресные чтения» и лекции.
11 апреля он был переведён в Таганскую тюрьму, где помимо уголовников содержались и видные представители РПЦ (в том числе бывший обер-прокурор Святейшего синода Александр Самарин, митрополиты Казанский Кирилл (Смирнов) и Варшавский Серафим (Чичагов), архиепископ Самарский Филарет (Никольский) и другие). Тюремное начальство отвело православным арестантам помещение для богослужений. Марцинковский посещал их, однако митрополит Кирилл не допустил его к причастию из-за недавнего крещения у протестантов.
В тюрьме Марцинковский осваивал переплётное дело, слушал курсы английского языка и брал уроки иврита у одного из заключённых-евреев. Он организовал группу по чтению Евангелия. Был освобождён 14 октября 1921 года после более чем семимесячного заключения.

### Высылка
Несмотря на данную им при освобождении подписку об осведомлении о запрете агитаторской и организационной деятельности среди молодёжи, оказавшись на свободе, Владимир Филимонович вновь приступил к чтению лекций и работе в студенческих кружках. По словам Н. Соколовой (дочери православного богослова и историка Николая Пестова), её отец стал верующим после посещения лекции Марцинковского осенью 1921 года. Выйдя с лекции, красноармеец Николай Пестов порвал свой партбилет. Он начал посещать студенческий кружок, в котором встретил свою будущую жену. Со временем Пестов стал ревностным христианином.
Зимой 1922 года Владимир Марцинковский посетил Кремль, безуспешно пытаясь легализовать Христианский студенческий союз. В тот же период он занимался научными исследованиями в рукописном отделе Российской публичной библиотеки по вопросу подлинности евангельских текстов (позднее на этом материале он опубликовал книгу «Достоверно ли Евангелие?»).
В конце 1922 года Марцинковский читал лекции в Одессе, однако был срочно вызван в Москву. По прибытии он узнал, что у него в квартире прошёл обыск, а вскоре его вызвали в ГПУ. Здесь с него взяли подписку о невыезде, а позднее объявили о высылке из СССР на три года. На сборы и отъезд ему дали десять дней. В конце апреля 1923 года Владимир Марцинковский выехал в Прагу. Его высылка дополнила масштабную депортацию интеллигенции из Советской России («Философский пароход»).

### Неудача с эмигрантским РСХД

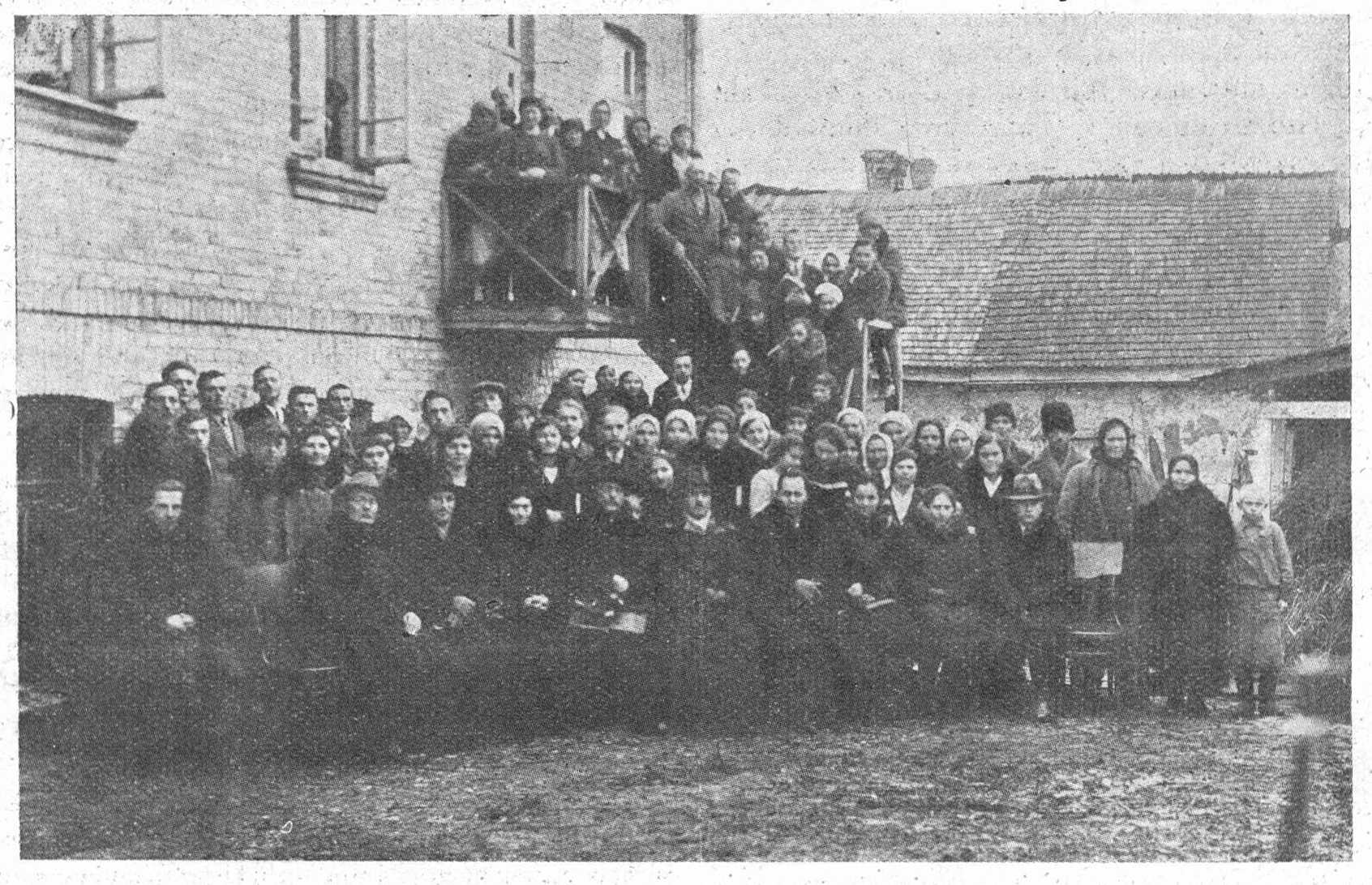
В декабре 1935 года Марцинковский посетил женские евангельские курсы в Луцке с лекцией о Святой земле. На фото Марцинковский сидит в центре (с портфелем), слева — его жена Нелли

Первую свою лекцию в качестве эмигранта Владимир Марцинковский прочитал, едва покинув СССР — в Риге по дороге (через родной Гродно) в Прагу.
В среде русской эмиграции было много молодёжи, и Владимир Марцинковский приступил к привычной деятельности в христианских молодёжных кружках (к тому времени уже существовавших в Париже, Берлине, Праге). Он стал одним из инициаторов первого организационного съезда заграничного Русского студенческого христианского движения (РСХД) в местечке Пршеров (Чехословакия) в 1923 году. На съезде произошла переориентации РСХД (а впоследствии и русского отделения YMCA) на конфессионально-православные позиции. Из-за отказа от свойственного дореволюционному РСХД принципа интерконфессиональности у Марцинковского возник конфликт с другими лидерами движения. Его постепенно отстранили от организационной работы в РСХД, и впоследствии Марцинковский сотрудничал с этим движением лишь эпизодически, на уровне частных контактов с отдельными представителями (например, Николаем Зёрновым).

### Сотрудничество с протестантами
Владимир Марцинковский тесно сотрудничал с миссией «Свет на Востоке». Её руководители Вальтер Жак и Яков Крекер часто сопровождали Марцинковского в поездках, занимаясь организационными вопросами по проведению лекций. Штаб-квартира миссии в то время располагалась в городке Вернигероде в Германии. Здесь Марцинковский в 1927 году написал книгу «Записки верующего», повествующую о духовном труде сначала в дореволюционной, а затем и в Советской России. В СССР эта книга оставалась запрещённой до самого падения Советской власти.
Марцинковский поддерживал общение с лидером евангельских христиан Иваном Прохановым и создаваемым им эмигрантским Всемирным союзом евангельских христиан (и даже рассматривался в качестве одного из возможных руководителей этой организации), писал для журнала евангельских христиан «Евангельская вера». Как отмечал историк Вильгельм Кале, между Прохановым и Марцинковским было мало теологическо-догматических различий, однако Марцинковский являлся сторонником полной свободы, в то время как Проханов пытался организационно совместить свободу и единство.
Владимир Филимонович продолжил читать лекции на христианскую тематику, странствуя по Европе. До войны он регулярно приезжал проповедовать на родной Волыни и в белорусском Полесье, входивших в то время в состав Польши. В середине 1930-х годов, находясь в Варшаве, он обратился в советское консульство с просьбой разрешить ему вернуться в СССР. На вопрос, чем он намерен заниматься в СССР, Марцинковский ответил, что будет призывать людей к вере в Бога. Ему незамедлительно отказали.

### В Израиле

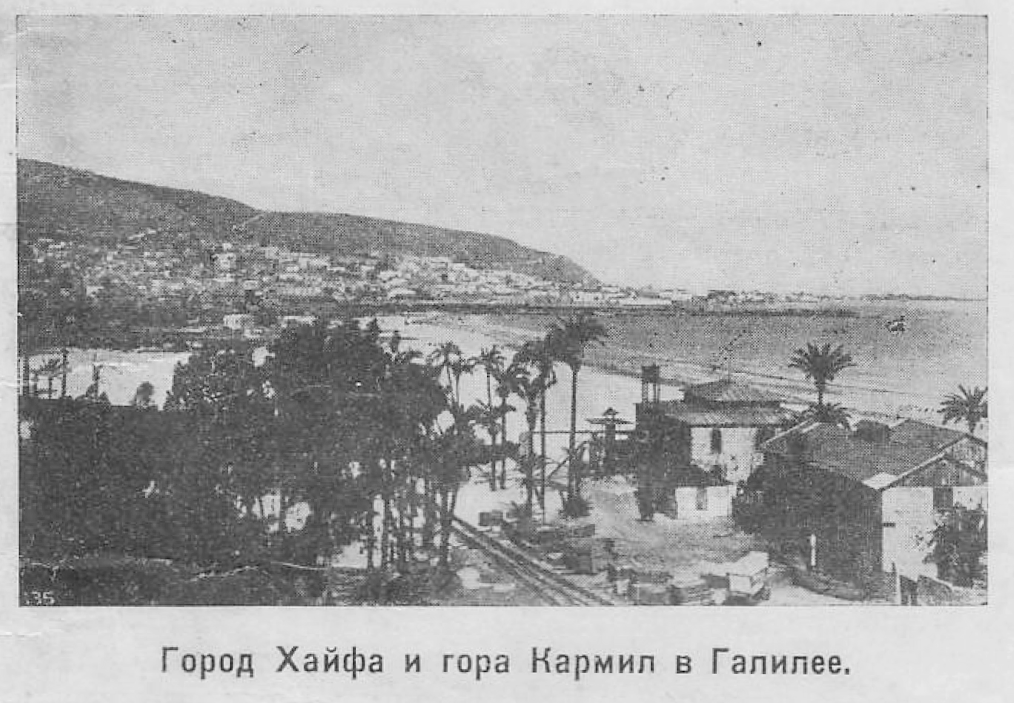
Город Хайфа и гора Кармил в Галилее. Иллюстрация к одной из лекций Марцинковского, опубликованной в журнале евангельских христиан «Евангельская вера», 1932 год

С 1930 года Марцинковский обосновался в Палестине, где женился на Нелли Шумахер — диаконисе общины темплеров и дочери библейского археолога Готлиба Шумахера. Нелли часто сопровождала мужа в поездках с лекциями по Европе.
Живя в Палестине, а впоследствии в Государстве Израиль, Марцинковский освоил арабский и сирийский языки, улучшил свой иврит (за свою жизнь он овладел десятью языками, включая библейские). В его доме на склоне горы Кармель (Кармил) часто бывали христиане — арабы, евреи и другие. Проповедуя среди местного населения, он организовал несколько смешанных общин, много лет руководил Хайфской общиной свободных братьев (протестантов евангельского направления). Издал ряд работ, посвящённых отношениям христианства и иудаизма, а также философии Владимира Соловьёва (автора известной формулы: «если евреи на деле будут евреями, а христиане — христианами, то они станут братьями»). Часть этих работ Марцинковского переведена на иврит.
Вскоре после победы Гитлера на выборах в Германии Марцинковский побывал в Берлине, где читал евангелизационные проповеди для местных евреев. Кроме евреев, на одно из собраний пришла большая группа молодых нацистов в униформе. Когда Марцинковский стал выступать против антисемитизма, они вскочили с мест и стали кричать: «Убирайтесь вон! В Палестину!» Однако Марцинковский не отказался от дальнейших лекций. Штурмовики приходили и туда, и там тоже нарушали порядок.

### Новый дом
В 1943 году у Владимира Марцинковского и его супруги возникли проблемы: непомерно выросли налоги на их дом и большой участок земли. Они стали думать о продаже недвижимости и переезде в другой израильский город. Марцинковский помолился о разрешении этой проблемы. Пребывая в молитвенном размышлении, он открыл Библию и наткнулся на стих: «Паси народ Твой жезлом Твоим, овец наследия Твоего, обитающих уединённо в лесу среди Кармила; да пасутся они на Васане и Галааде, как во дни древние!» (Мих. 7:14). Супруги вывели из этого стиха три признака их нового жилья: лес, уединение, центр Кармель (Кармила).
На следующий день в городском бюро недвижимости они узнали о продаже участка земли в местечке «Дорога пещеры» — в лесу между отрогами горы, с видом на Средиземное море. Супруги Марцинковские приобрели его и стали строить новый дом. Начавшиеся с 1948 года сложности для христиан в Израиле (запрет христианской проповеди, проблемы на работе, нападения фанатиков) не остановили их. В 1949 году супруги закончили постройку нового дома, назвав его «Адоллам» по аналогии с Адолламом — пещерой, в которой скрывался Давид. Место действительно оказалось уединённым.
Владимир Марцинковский освоил искусство радиопроповедника. Он выступал на Радио Монте-Карло и Трансмировом радио. Уже в пожилом возрасте он получил в подарок магнитофон, на который стал записывать свои лекции для радиопередач. Он начинал их словами: «Говорит Владимир Марцинковский, гора Кармил в Галилее». Также он участвовал в научной редактуре украинского перевода Библии Огиенко.
Умер он 9 сентября 1971 года в Хайфе. Был похоронен на интернациональном кладбище Хайфы, на участке, принадлежащем евреям-христианам. На надгробии Владимира Марцинковского выбита надпись: «Имею желание разрешиться и быть со Христом, ибо это несравненно лучше. (Флп. 1:23)». Супруга Нелли пережила его на 20 лет, она скончалась в 1991 году. Похоронена рядом с мужем, на её надгробном памятнике высечено: «Для меня жизнь — Христос, и смерть — приобретение. (Флп. 1:21)».

## Идеи
В значительной мере богословские взгляды Владимира Марцинковского сформировались в период «русского Ренессанса начала XX века», когда он посещал кружок христиан-студентов под руководством Павла Николаи. Влияние на богословие Марцинковского оказали труды Павла Флоренского, Николая Бердяева, Сергея Булгакова. Но наиболее близки ему произведения Владимира Соловьёва, к которым Марцинковский апеллировал почти в каждой из своих многочисленных работ.
Идеи Марцинковского, перекликавшиеся с идеями Владимира Эрна, Александра Ельчанинова, Ивана Проханова, оказали влияние на некоторых христианских интеллектуалов. Марцинковский исповедовал недогматическое, неконфессиональное христианство, в котором живой опыт стоит выше догмы. Взгляды, отличающиеся от доминирующих в Русской православной церкви представлений в вопросах спасения, крещения, отношения Церкви к государству и воинской обязанности, сблизили его с евангельскими протестантскими конфессиями. Он мечтал, что обновлённое в евангельском духе православие вместе с протестантизмом послужат духовному пробуждению общества.

### Духовное обновление общества
Россию, как и другие страны, Владимир Марцинковский мечтал увидеть духовно обновлённой, избавленной от ложных кумиров. В лекции «Евангелие и свобода» (1918 год) он утверждал, что новый общественный строй Советской России требует от людей внутреннего духовного переворота. «Революция строя и форм требует революции духа, — утверждал он. — Свобода может привести к анархии и произволу, если она дана человеку, носящему в душе эгоистические навыки и низшие инстинкты». По его мнению, только нравственно обновлённый человек способен разумно пользоваться гражданской свободой.
«Тюрем не будет лишь тогда, когда будет устранена главная причина их, то есть грех, всё равно, чей грех — заключаемого в тюрьму или того, кто его сажает, — считал он. — Грех искони построил тюрьму. А грех не сожжёшь никаким физическим пламенем. Он несгораем, а вместе с ним несгораема и тюрьма». Согласно Марцинковскому, духовное обновление человека возможно только через евангельскую весть о Христе.

### Крещение по вере

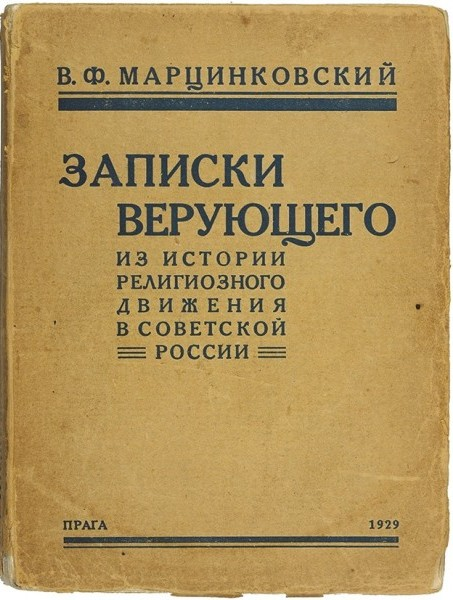
Обложка книги Владимира Марцинковского «Записки верующего»

Марцинковский был окрещён в младенчестве как православный. Однако с периода своего книгоношества он задумывался о необходимости осознанного крещения. Этот вопрос стал наиболее актуальным для него во время русских революций 1917 года, избрания патриарха Русской православной церкви и Поместного собора 1917—1918 годов, на который он, как и другие религиозные деятели того времени, возлагал надежды о реформировании РПЦ.
Взглядам Марцинковского на крещение посвящена его работа «Крещение взрослых и православие». В ней на основании Священного Писания и Священного Предания он доказывал губительность принципа «сначала крещение, потом — вера» и правильность принципа «сначала вера, потом — крещение» для любой церкви. В частности, утверждал, что в первоапостольской Церкви практиковалось исключительно крещение по вере (по возрождению через покаяние) и возражал аргументации о якобы имевшей место практике детокрещения в то время.
По мнению Марцинковского, практика крещения без веры ведёт к наполнению Церкви духовно мёртвыми людьми и тем самым разрушительна для самой Церкви. Он считал, что такая практика стала общепринятой лишь в VI веке как следствие утверждения господствующего государственного положения Церкви. По его мнению, православная церковь должна отказаться от практики крещения без веры.
В преддверии Поместного собора 1917—1918 годов Марцинковский разработал и представил православным иерархам свой проект реформ РПЦ. Помимо внедрения практики крещения исключительно по вере, Марцинковский выступал за богослужебное чтение Евангелия на русском, а не церковнославянском языке: по его мнению, такой шаг способствовал бы донесению до членов церкви евангельской проповеди и тем самым — осознанности христианской веры. Он был принят лично патриархом Тихоном, а также побеседовал с представителями окружения патриарха. Проект Марцинковского был воспринят относительно благосклонно, однако на самом Соборе не обсуждался.
Исходя из своих убеждений, в сентябре 1920 года, находясь в гостях в немецкой колонии Александроталь, Владимир Марцинковский принял осознанное крещение (крещение по вере) от меннонитского проповедника Якова Тевса. «Была перейдена грань к новому периоду духовной жизни, — вспоминал об этом событии Марцинковский. — Одновременно с этим я не вступил ни в какую общину и не заявлял о своем выходе из Православия, хотя, конечно, уже перестал принадлежать к числу ортодоксально-верующих». Однако до конца жизни Марцинковский не отделял себя от православия. Как отметил исследователь К. Харченко, в определённой мере Марцинковский пытался примирить православие с протестантизмом, но не на уровне организаций, а на уровне учения.

### Отделение Церкви от государства
Вмешательство государства в дела Церкви, сращивание Церкви и государства, как это произошло в Российской империи, в основном, шло во вред Церкви, считал Марцинковский. В книге «Записки верующего» он привёл примеры такого вреда. Так, сельский священник признался Марцинковскому, что не верит в совершаемую им литургию, а служение несёт из необходимости «кормиться». Подобное отношение вело к тому, что люди бежали от Церкви и даже обращались против неё, не различая, кто в тандеме «Церковь-государство» важнее. Марцинковский привёл в пример и другого «служителя культа», который после революции стал антирелигиозным пропагандистом в том же селе, где служил ранее. «Ему ничего не стоило переменить государственную религию на государственный атеизм», отметил Марцинковский.
Отделение Церкви от государства стало одним из пунктов предложенной Владимиром Марцинковским реформы РПЦ. Это отделение совершилось после революции 1917 года, однако совсем не мирно и не по инициативе Церкви.
Марцинковский был аполитичным человеком и однажды на вопрос о своей партийной принадлежности сказал, что он «теократический анархист», пояснив, что когда все люди уверуют во Христа, государство станет не нужно. В книге «Записки верующего» он одинаково сочувствовал белым и красным.

#### Христианский пацифизм
К частному проявлению отношений Церкви и государства Марцинковский относил вопрос о военной службе. Согласно принципам Нагорной проповеди, он считал военную службу неприемлемой для христианина. Во время Первой мировой войны его дважды пытались призвать в армию, однако он уповал в этом вопросе на волю Божью и оба раза получал освобождение от призыва по состоянию здоровья. В то же время он воздерживался от крайнего пацифизма. На допросе после пребывания в советской тюрьме он заявил о своих пацифистских убеждениях, добавив, что не вёл антимилитаристской пропаганды.
В 1919 году его вновь попытались призвать, на этот раз уже в Красную армию. К этому времени в РСФСР вышел закон, освобождающий от призыва тех, кто по религиозным взглядам не мог нести военную службу. Однако такому человеку было необходимо доказать суду, что он действительно придерживается пацифистских убеждений. В случае с Марцинковским это было непросто, поскольку формально он оставался православным. Ему удалось это сделать благодаря привлечению в суд в качестве эксперта баптистского пресвитера Павла Павлова.

### Взгляды на спасение
В самом начале христианского пути Марцинковский представлял Евангелие как набор нравственных норм, в этом смысле его взгляды были близки к толстовству. Из-за невозможности исполнить все заповеди Евангелия он даже думал покончить с собой, но благодаря проповеди о том, что именно Христос является путём к прощению грехов, пришёл к осознанию спасения по «благодати через веру» (Еф. 2:8-9). Эта весть в дальнейшем красной нитью проходила в его статьях, книгах и проповедях.
Его взгляды на спасение системно изложены в труде «Вечное искупление» (входит в сборник «Слово жизни»). Владимир Филимонович считал спасение неотъемлемым вне зависимости от условий, в которые попал возрождённый человек. При этом автор чётко разделял понятия «обращения» и «возрождения». По его словам, «не всякое обращение ведёт к возрождению. Нередко человек, тронутый нашей проповедью, только помолился о спасении (отчасти под нашим давлением), и мы уже говорим ему: ты спасён. Между тем, только Дух Святой может дать человеку свидетельство о спасении изнутри, и лишь полная нравственная перемена к лучшему в жизни грешника может дать нам это свидетельство извне».
Марцинковский считал, что однажды спасённый человек не может утратить своё спасение, несмотря на то, что «возрождённый человек может падать, хотя его новая природа противится этому». Истинный христианин, по Марцинковскому, «попав в нравственную грязь, томится и ищет избавления», и не будет «оставаться в грязной луже». По мнению исследователя Антона Гончаренко, в вопросе спасения Марцинковский отошёл от присущего православию оставления вопроса личного спасения на усмотрение Бога к взглядам, свойственным евангельским протестантам (в частности, баптистам).

## Память
Некоторые из книг и брошюр Владимира Марцинковского выдержали по два и больше переизданий, в 1990-х годах они были популярны в евангельских церквях. В то же время сам Марцинковский остаётся «человеком малоизученным», а одна из статей о нём так и называется: «Забытый праведник». По мнению исследователя Константина Харченко, такой статус отчасти объясняется сложными отношениями Марцинковского с официальными христианскими структурами. Конфессиональные историки обычно рассматривают Владимира Марцинковского «вскользь — как человека межцерковного, то есть ничейного», отметил исследователь М. Черенков, однако, по его мнению, именно такая позиция Марцинковского должна заинтересовать тех, «кто ищет следы большой, то есть общей Реформации»..
В то же время «духовные чада» Марцинковского встречались в разных конфессиях. Так, митрополит Антоний Сурожский вспоминал о нём: «Из моей духовной биографии нельзя вычеркнуть имя одного баптиста. Мы с ним никогда не встречались, но я с необыкновенным интересом читал его книги. Это Владимир Филимонович Марцинковский. Он ведь всю жизнь занимался христианским просвещением, читал духовно-просветительские лекции в разных местах. Его книги помогли мне сделать решительный шаг к вере, к принятию Иисуса Христа».